# Atlas (filme)
Atlas é um filme de ficção científica e suspense americano dirigido por Brad Peyton e escrito por Leo Sardarian e Aron Eli Coleite. O filme estreia Jennifer Lopez, Simu Liu, Sterling K. Brown e Mark Strong.
Uma coprodução da ASAP Entertainment, Safehouse Pictures, Nuyorican Productions e Berlanti-Schechter Films, Atlas foi lançado pela Netflix em 24 de maio de 2024.

## Sinopse
Atlas Shepherd, uma analista com uma profunda desconfiança em relação à inteligência artificial (IA), está em busca do terrorista fugitivo Harlan, que há 28 anos liderou uma rebelião de IAs que resultou na morte de 3 milhões de pessoas antes de fugir para o espaço sideral. Após um dos agentes de Harlan ser capturado e interrogado, Atlas descobre que Harlan escapou para um planeta na galáxia de Andrômeda e insiste em acompanhar a missão militar para encontrá-lo e capturá-lo.
Antes que a missão possa ser lançada da órbita, a nave que transporta os militares equipados com mechs (exoesqueletos mecanizados) é atacada pelos drones de Harlan. Para sobreviver, Atlas é forçada a entrar em um mech e cai no planeta quando a nave é destruída. Apesar de sua desconfiança em relação à IA a bordo do mech, que se apresenta como Smith, Atlas consegue assumir o controle básico da máquina. Ela ordena a Smith que se dirija ao ponto de queda planejado, onde encontra o restante dos militares mortos. Relutantemente, ela concorda em interligar sua mente diretamente com Smith, permitindo um controle maior do mech. Durante a jornada em direção a um pod de resgate, Atlas e Smith começam a se aproximar, e ela revela que sua mãe foi a criadora de Harlan.
Com a energia quase esgotada, Atlas convence Smith a se dirigir à base de Harlan para marcá-la para um ataque de longo alcance. No entanto, após posicionar um beacon na base, Smith é hackeado e desativado. Tentando fugir, Atlas é capturada e levada até Harlan, que planeja destruir a maior parte da humanidade para dar aos sobreviventes escolhidos a chance de prosperar sob a orientação das IAs. Para isso, Harlan atraiu Atlas e os militares para seu planeta para roubar uma nave e uma bomba de carbono que queimará a atmosfera da Terra.
Harlan injeta Atlas com um dispositivo capaz de extrair códigos de seu cérebro para superar as defesas da Terra. Após a injeção, Harlan deixa Atlas para morrer com o coronel Banks, o único outro sobrevivente da missão. Depois que Banks entrega a ela seu dispositivo de interface neural de mech, Atlas reativa remotamente Smith, que vem ao resgate. Atlas revela ainda a Smith que Harlan matou sua mãe depois de convencer a jovem Atlas a interligar sua mente com a dele, tornando-o ciente do medo da humanidade em relação à IA. Após Smith ajudar Atlas a superar sua culpa, eles lutam para escapar e destroem a nave de Harlan. Durante o confronto, Harlan aparece e luta diretamente com eles. No confronto, Harlan destrói o núcleo do reator de Smith. Atlas desembarque do mech e mata Harlan diretamente. Para dar a Atlas tempo suficiente para sobreviver, Smith desativa seus sistemas operacionais e transfere a fusão restante (com apenas 1% de fusão) para a máscara de oxigênio de Atlas, dando-lhe 11 minutos de oxigênio. Devido à falta de energia, Smith se desativa permanentemente.
De volta à Terra, Atlas é informada de que a CPU de Harlan está sendo analisada. Agora uma ranger, Atlas testa o mais novo modelo de mech, criado com suas sugestões de modificações. Ao inicializar o novo mech, a IA é insinuada ser Smith, sugerindo que sua programação sobreviveu.

## Elenco
- Jennifer Lopez como Atlas Shepherd
- Simu Liu como Harlan
- Sterling K. Brown como o coronel Elias Banks
- Gregory James Cohan como a voz de Smith
- Mark Strong como o General Jake Boothe
- Abraham Popoola como Casca Decius
- Lana Parrilla como Val Shepherd
- Briella Guiza como Jovem Atlas Shepherd

## Produção
O roteiro foi originalmente escrito por Leo Sardarian, e Aron Eli Coleite realizou reescrituras. Simu Liu, Sterling K. Brown e Abraham Popoola se juntaram ao elenco em agosto de 2022. Em setembro de 2022, foi relatado que Lana Parrilla se juntou ao elenco.
A Fotografia principal começou em 26 de agosto de 2022, em Los Angeles e Nova Zelândia, e terminou em 26 de novembro.

## Lançamento
Atlas foi lançado pela Netflix em 24 de maio de 2024. O filme atingiu o Top 10 dos mais assistidos na Netflix em 93 países, passando 3 semanas seguidas no topo do chart global.

## Recepção
No site agregador de críticas Rotten Tomatoes, 19% das 109 críticas são positivas, com uma classificação média de 3,8/10. O consenso do site afirma: "Jennifer Lopez faz o seu melhor para suportar o escopo sísmico de Atlas, mas este espetáculo de ficção científica desmorona sob o peso de um roteiro cuja inteligência é meramente artificial."
O Metacritic, que usa uma média ponderada, atribuiu ao filme uma pontuação de 37 em 100, com base em 27 críticas, indicando "críticas geralmente desfavoráveis".